# Розамарія Монтібельєр
Розамарія Монтібельєр (Rosamaria Montibeller; нар. 9 квітня 1994) — бразильська волейболістка, діагональний нападник. Призерка Олімпійських ігор, чемпіонату світу, Ліги націй і Панамериканських ігор.Переможниця Світового гран-прі і чемпіонатів Південної Америки.

## Клуби
| Роки      | Клуби                       |
| --------- | --------------------------- |
| 2011—2013 | «Сан-Каетано»               |
| 2013—2014 | «Аміл» (Кампінас)           |
| 2014—2015 | «Пінейрос» (Сан-Паулу)      |
| 2015—2018 | «Мінас» (Белу-Орізонті)     |
| 2018—2019 | «Дентіл-Прая» (Уберландія)  |
| 2019—2020 | «Перуджа»                   |
| 2020—2021 | «Епіу» (Казальмаджоре)      |
| 2021—2022 | «Ігор Горгондзола» (Новара) |
| 2022—2023 | «Е-Ворк» (Бусто-Арсіціо)    |
| 2023—     | «Денсо Ейрібіс»             |

## Досягнення
У збірній
Олімпійські ігри
- Друге місце (1): 2021
- Третє місце (1): 2024

Чемпіонат світу
- Друге місце (1): 2022

Ліга націй

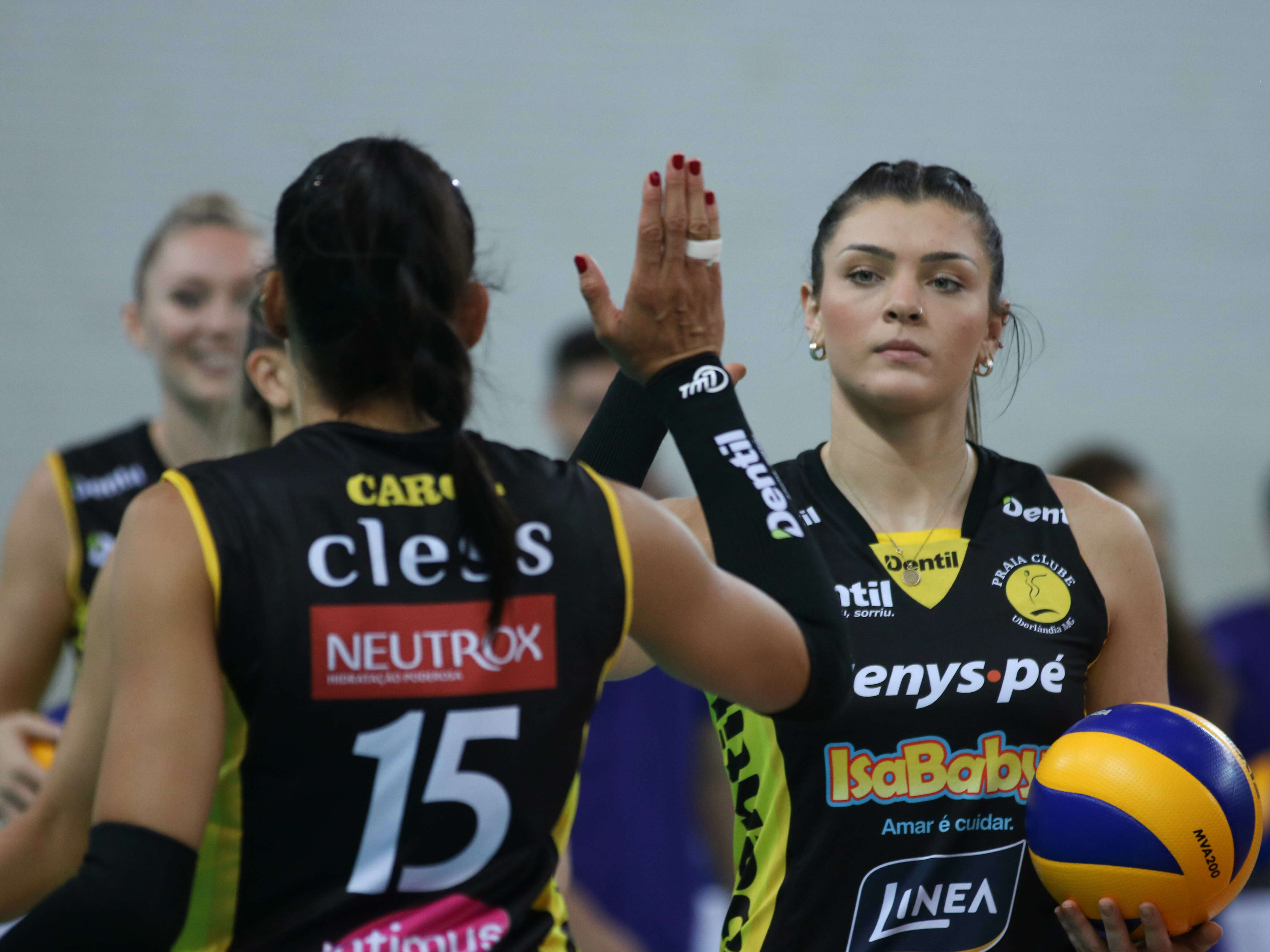

- Друге місце (3): 2021, 2022, 2025

Всесвітнє гран-прі
- Перше місце (1): 2017

Всесвітній кубок чемпіонів
- Друге місце (1): 2017

Чемпіонат Південної Америки
- Перше місце (3): 2017, 2021, 2023

У клубах
Клубний чемпіонат Південної Америки
- Перше місце (1): 2018
- Друге місце (1): 2019

Чемпіонат Бразилії
- Друге місце (1): 2019
- Третє місце (2): 2016, 2018

Кубок Бразилії
- Перше місце (1): 2015
- Друге місце (2): 2017, 2019
- Третє місце (3): 2014, 2016, 2018

Чемпіонат Італії
- Третє місце (1): 2022

Кубок Італії
- Друге місце (1): 2022

## Статистика
Статистика виступів на літніх Олімпійських іграх:
| Рік    | Турнір           | Ігри | Сети | Очки | Ср.  | Місце | Примітки |
| ------ | ---------------- | ---- | ---- | ---- | ---- | ----- | -------- |
| 2021   | Олімпійські ігри | 8    | 20   | 48   | 2,4  | 2     |          |
| 2024   | Олімпійські ігри | 6    | 21   | 75   | 3,57 | 3     |          |
| Всього | Всього           | 14   | 41   | 123  | 3    |       |          |

У Лізі чемпіонів ЄКВ:
| Сезон   | Клуб                        | Турнір         | Ігри | Сети | Очки | Ср.  | Примітки |
| ------- | --------------------------- | -------------- | ---- | ---- | ---- | ---- | -------- |
| 2021/22 | «Ігор Горгондзола» (Новара) | Ліга чемпіонів | 6    | 13   | 50   | 3,85 |          |
| 2022/23 | «Е-Ворк» (Бусто-Арсіціо)    | Кубок ЄКВ      | 5    | 14   | 51   | 3,64 |          |